# Falémé
A Falémé folyó Nyugat-Afrikában, a Szenegál mellékfolyója.
A folyó Guinea északi részén, a Fouta Djallon hegységben ered kb. 800 m magasságban, majd észak-északnyugati irányt felvéve Maliba folyik, hosszú szakaszon határt képezve Szenegál és Mali között. A Falémé Bakeltől délre ömlik a Szenegálba annak legjelentősebb balparti mellékfolyójaként. Teljes hossza 414 km. Vízhozama – évszaktól függően – rendkívül egyenlőtlen. Bár folyását zuhatagok szakítják meg, a folyó júliustól szeptemberig mintegy 200 km-en hajózható.
A legnagyobb városok a folyó mentén Satadougou (Mali), valamint Kidira (Szenegál).